# Liste der Einträge im National Register of Historic Places im Lincoln County (Wyoming)

Lage des Lincoln County im Bundesstaat Wyoming

Die Liste der Einträge im National Register of Historic Places im Lincoln County in Wyoming führt alle Kulturdenkmale, Objekte und historischen Stätten im Lincoln County auf, die in das National Register of Historic Places aufgenommen wurden.
Das Vorhandensein oder Fehlen eines Objekts in dieser Liste ist keine rechtsverbindliche Auskunft darüber, ob es ein Kulturdenkmal ist oder nicht: Diese Liste entspricht möglicherweise nicht dem aktuellen Stand.
Stand: 24. Dezember 2023

## Legende
| NRHP | Historic Place                      |
| HD   | Historic District                   |
| NHLD | National Historic Landmark District |

## Liste der Einträge
| [ 1 ] | Name                                | Bild                                | Eintragsdatum                  | Lage | Town     | Beschreibung |
| ----- | ----------------------------------- | ----------------------------------- | ------------------------------ | --- | -------- | ------------ |
| 1     | Emigrant Springs                    |                                     | 11. Jan. 1976 ID-Nr. 76001956  | Circa 18 Meilen westlich von Fontenelle 41° 58′ 39″ N, 110° 24′ 23″ W                                           | Kemmerer |              |
| 2     | Gateway (Lincoln County)            |                                     | 24. Aug. 2020 ID-Nr. 100005447 | Nicht veröffentlicht Koordinaten fehlen                                                                         | La Barge |              |
| 3     | Haddenham Cabin                     | Haddenham Cabin                     | 23. Dez. 2003 ID-Nr. 03001339  | Innerhalb des Fossil Butte National Monument 41° 49′ 49,1″ N, 110° 43′ 52″ W                                    | Kemmerer |              |
| 4     | Fossil Oregon Short Line Depot      | Fossil Oregon Short Line Depot      | 11. Dez. 2013 ID-Nr. 13000919  | Circa 4 Meilen westnordwestlich der Straßenkreuzung von US 30 und Cty. Rd. 300 41° 49′ 0,5″ N, 110° 43′ 35,4″ W | Kemmerer |              |
| 5     | Johnston Scout Rocks                |                                     | 7. Nov. 1976 ID-Nr. 76001957   | Circa 1 Meile südlich von Emigrant Springs 41° 57′ 55,4″ N, 110° 24′ 31,7″ W                                    | Kemmerer |              |
| 6     | La Barge Bluffs Petroglyphs         |                                     | 7. Apr. 2014 ID-Nr. 14000134   | Nicht veröffentlicht Koordinaten fehlen                                                                         | La Barge |              |
| 7     | Lincoln County Courthouse (Wyoming) | Lincoln County Courthouse (Wyoming) | 8. Nov. 1984 ID-Nr. 84000385   | Sage Ave. und Garnet St. 41° 47′ 33″ N, 110° 32′ 24″ W                                                          | Kemmerer |              |
| 8     | Names Hill                          | weitere Bilder                      | 16. Apr. 1969 ID-Nr. 69000193  | Circa 5 Meilen südlich von La Barge und westlich von der U.S. Route 189 42° 9′ 2,9″ N, 110° 11′ 3,8″ W          | La Barge |              |
| 9     | J. C. Penney Historic District      | J. C. Penney Historic District      | 2. Juni 1978 ID-Nr. 78002830   | J.C. Penney Ave. und S. Main St. 41° 47′ 40,9″ N, 110° 32′ 8,9″ W                                               | Kemmerer |              |
| 10    | J.C. Penney House                   | J.C. Penney House                   | 18. Juni 1976 ID-Nr. 76001958  | Railroad Park 41° 47′ 43,1″ N, 110° 32′ 8,2″ W                                                                  | Kemmerer |              |
| 11    | Rock Church                         | Rock Church                         | 13. Dez. 1985 ID-Nr. 85003222  | 2nd W. und 1st S. Sts. 42° 47′ 30,1″ N, 111° 0′ 4″ W                                                            | Auburn   |              |
| 12    | Salt River Hydroelectric Powerplant | Salt River Hydroelectric Powerplant | 2. Dez. 1993 ID-Nr. 93000889   | Vom Ende der County Road 12-104 bis circa 0,7 Meilen westlich der U.S. Route 89 43° 7′ 10,3″ N, 111° 2′ 7″ W    | Etna     |              |
| 13    | US Post Office-Kemmerer Main        | weitere Bilder                      | 19. Mai 1987 ID-Nr. 87000786   | 318 Sapphire St. 41° 47′ 39,8″ N, 110° 32′ 17,9″ W                                                              | Kemmerer |              |